# Tito Flávio Cláudio Sulpiciano
Tito Flávio Cláudio Sulpiciano (em latim: Titus Flavius Claudius Sulpicianus; c. 137 - 197) foi um político romano que serviu como senador e cônsul sufecto em data desconhecida. Ele tentou tomar o trono para si depois da morte de Pertinax em 193.

## Primeiros anos
Sulpiciano nasceu provavelmente na cidade cretense de Ierápetra por volta do ano 137. Um senador, ele provavelmente era filho de Flávio Ticiano, que era um prefeito do Egito, de dignidade equestre, no reinado do imperador Adriano.

## Carreira
Os primeiros anos da carreira de Sulpiciano são desconhecidos, mas sabe-se que, por volta de 170 d.C., foi nomeado cônsul. Em algum momento na década de 170, ele foi aceito entre os irmãos arvais e nomeado governador proconsular da Ásia em 186. É possível que ele estivesse envolvido no complô que assassinou Cômodo no final de 192, pois, logo no início de 193, foi nomeado prefeito urbano de Roma por seu parentesco - Pertinax era genro de Sulpiciano através de sua filha Flávia Ticiana - com o candidato a imperador Pertinax, que ainda tentava firmar seu apoio entre a aristocracia senatorial.

## Tentativa de golpe
O assassinato de Pertinax, imperador e seu genro, forçou Sulpiciano a tentar sufocar a revolta da guarda pretoriana. Ao saber da morte do genro, Sulpiciano recebeu propostas para se tornar imperador e procurou os pretorianos para saber se tinha apoio. Ele então ofereceu a cada soldado a soma de 20 000 sestércios (oito anos de salário), a mesma quantia que Marco Aurélio havia oferecido em 161. Infelizmente para ele, um outro senador, Dídio Juliano, apareceu para atrair os soldados e fez-lhes uma proposta mais interessante. Juliano foi aclamado imperator pelos pretorianos e, num de seus primeiros atos, perdoou o rival, mantendo-o como prefeito.

## Morte
Sulpiciano, que sobreviveu à morte de Juliano e à chegada do novo imperador Sétimo Severo, foi julgado e executado em 197, provavelmente por ter apoiado um dos usurpadores no famigerado ano dos cinco imperadores, Clódio Albino .

## Filhos
Sulpiciano teve pelo menos dois filhos:
- Tito Flávio Ticiano, cônsul sufecto por volta de 200.
- Flávia Ticiana, esposa do imperador Pertinax e imperatriz.